# 华岭乡
华岭乡，是中国甘肃省定西市通渭县下辖的一个乡镇级行政单位。

## 行政区划
华岭乡共辖以下地区：
新站村、石勿村、老站村、西家去村、活马滩村、后湾村、李家岔村、班家岔村、大牛村、小牛村、朱家堡村、梁家去村、石卜沟村、高尧村、善马沟村、黄河村、牛家山村、世歌窑村。